# Бухгалтерія (газета)
Газета «Бухгалте́рія» (Бухгалтерія. Право. Податки. Консультації) — щотижневе бухгалтерське видання. Друкує нормативні акти, ексклюзивні роз'яснення офіційних органів, аналітику.

Також, щомісяця редакція випускає Збірник систематизованого законодавства, котрий присвячується конкретній темі.

## Редакція
- Ірина Шибаршина — керівник проекту
- Ігор Сухомлин — головний редактор
- Ольга Папиріна — заступник головного редактора
- Андрій Лисенко — відповідальний секретар

### Редактори
До редакторів газети належать Тимур Алієв, Борис Бідій, Ірина Голошевич, Ірина Губіна, Тетяна Деркач, Олена Довбуш, Інна Журавська, Олена Кушина, Олександр Клунько, Інна Львова, Ольга Папиріна, Ігор Сухомлин, Тетяна Сушальська, Ірина Шингур та інші.

## Навчальний центр
Газета «Бухгалтерія» проводить бухгалтерські семінари та консультації фахових бухгалтерів, аудиторів, спеціалістів податкової служби, юристів.